# Ed Ingram
Edward „Ed“ Ingram (geboren am 11. Februar 1999 in DeSoto, Texas) ist ein US-amerikanischer American-Football-Spieler auf der Position des Guards. Er spielte College Football für die Louisiana State University und wurde im NFL Draft 2022 von den Minnesota Vikings ausgewählt. Seit 2025 spielt Ingram für die Houston Texans.

## College
Ingram besuchte die Highschool in DeSoto, Texas und gewann mit dem dortigen Highschoolfootballteam 2016 die Staatsmeisterschaften in Texas. Er nahm am Under Armour All-American Game 2017 teil. Ab 2017 ging er auf die Louisiana State University, um College Football für die LSU Tigers zu spielen. Bereits als Freshman war er in 12 von 13 Spielen Starter auf der Position des Right Guards. Am 3. August 2018 wurde Ingram auf unbestimmte Zeit vom Footballteam der LSU suspendiert, weil ihm sexuelle Übergriffe gegenüber Minderjährigen vorgeworfen waren. Nachdem die Anklagen gegen Ingram im September 2019 fallengelassen wurden, wurde er wieder von den Tigers in das Team aufgenommen. Daraufhin spielte er 2019 als Ersatzspieler in 12 Partien und kam zweimal von Beginn an zum Einsatz und war Teil des Teams, das 2019 das College Football Playoff National Championship Game und damit die nationale College-Football-Meisterschaft gegen Alabama gewann. In den folgenden beiden Saisons war Ingram Stammspieler auf der Position des Left Guards. Insgesamt bestritt er 45 Spiele für die Tigers, davon 22 als Starter auf der Position des Left Guards und 12 als Starter auf der Position des Right Guards.

## NFL
Ingram wurde im NFL Draft 2022 in der zweiten Runde an 59. Stelle von den Minnesota Vikings ausgewählt. In der Vorbereitung auf die Saison 2022 konkurrierte er mit Jesse Davis und Chris Reed um die Position als Right Guard in der Startaufstellung. Er war in allen 17 Partien der Regular Season sowie bei der Niederlage in der ersten Runde der Play-offs Starter und stand als einer von zwei Spielern der Vikings in dieser Saison bei allen Spielzügen auf dem Feld. Allerdings zählte Ingram in zahlreichen Statistiken zu den schwächsten Spielern auf seiner Position. In der Saison 2023 behielt Ingram seine Rolle als Stammspieler auf der Position des Right Guards. In seiner dritten NFL-Saison verlor Ingram seine Position als Starter nach neun Spielen an Dalton Risner.
Im März 2025 gaben die Vikings Ingram im Austausch gegen einen Sechstrundenpick 2026 an die Houston Texans ab.